# Stenurus minor
Stenurus minor is een rondwormensoort uit de familie van de Pseudaliidae. De wetenschappelijke naam van de soort is voor het eerst geldig gepubliceerd in 1829 door Kuhn.